# Georg Zur

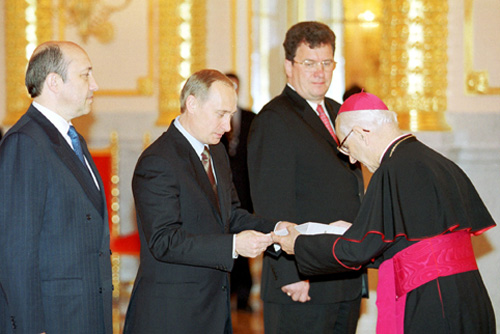
Georg Zur überreicht Präsident Wladimir Putin sein Beglaubigungsschreiben als Nuntius in Russland, am 15. Mai 2000

Georg Zur, auch Giorgio Zur, (* 15. Februar 1930 in Görlitz, Deutschland; † 8. Januar 2019 in Rom) war ein deutscher römisch-katholischer Erzbischof und Diplomat des Heiligen Stuhls. Von 1998 bis 2000 leitete er die Päpstliche Diplomatenakademie in Rom.

## Leben
Der Sohn eines Schneidermeisters studierte in Rom an der Gregoriana, wo er das Lizenziatsstudium in Philosophie und Theologie absolvierte und in Kirchenrecht promoviert wurde. Am 10. Oktober 1955 empfing Georg Zur die Priesterweihe. Nach seelsorglicher Tätigkeit als Kaplan im Erzbistum Bamberg absolvierte er 1961/62 die Päpstliche Diplomatenakademie und trat in den diplomatischen Dienst des Heiligen Stuhls ein mit Verwendungen in den Nuntiaturen in Indien, Mexiko, Burundi und Uganda.
Papst Johannes Paul II. ernannte ihn am 5. Februar 1979 zum Titularerzbischof von Sesta sowie zum Apostolischen Pro-Nuntius für Malawi und Sambia. Die Bischofsweihe empfing Zur am 24. Februar des gleichen Jahres durch den damaligen Kardinalstaatssekretär Jean-Marie Villot. Mitkonsekratoren waren der spätere Kardinal und Kardinalstaatssekretär, Agostino Casaroli, sowie der Sekretär der Kongregation für die Evangelisierung der Völker, Erzbischof Duraisamy Simon Lourdusamy.
Am 3. Mai 1985 wurde Georg Zur zum Apostolischen Nuntius in Paraguay ernannt. Dieses Amt übte er bis zum 13. August 1990 aus, als ihn Papst Johannes Paul II. zum Pro-Nuntius für Indien und Nepal ernannte. Papst Johannes Paul II. bestellte ihn 1999 bis 2000 zum Präsidenten der Päpstlichen Diplomatenakademie im Vatikan. 2000 erfolgte die Berufung zum Apostolischen Nuntius in der Russischen Föderation in Moskau und 2002 zum Nuntius in Österreich in Wien. Mit Erreichen der Altersgrenze 2005 trat er in den Ruhestand und lebte seither in Rom.

## Ehrungen und Auszeichnungen
- Großes Goldenes Ehrenzeichen am Bande für Verdienste um die Republik Österreich[3] (2005)
- Großes Verdienstkreuz mit Stern des Verdienstordens der Bundesrepublik Deutschland (2005)